# Consumo ostentativo

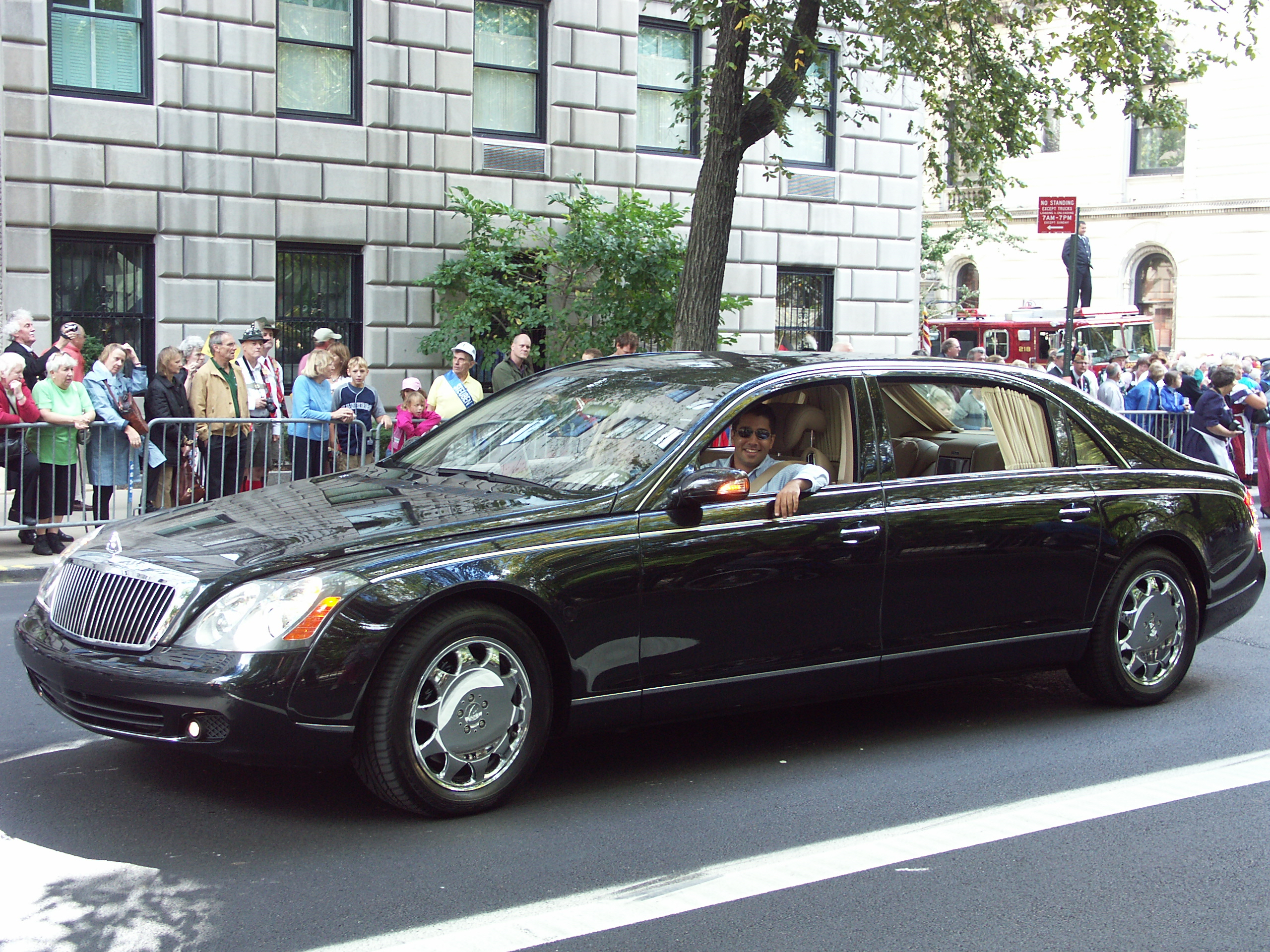
Un'automobile di lusso Maybach 62, tipico status symbol.

Il consumo ostentativo, detto anche consumo vistoso (in inglese: conspicuous consumption), secondo la teorizzazione formulata dal sociologo ed economista Thorstein Veblen nel saggio del 1899 sullo stile di vita delle classi agiate statunitensi, è quel comportamento sociale che si esprime nella volontà di acquisto di beni e merci (ma anche di fruizione di servizi) che, in modo consapevole, assolvono alla funzione di esibire e rendere evidenti le differenze di status. In questo senso, viene anche definito come consumo posizionale (ingl.: positional consumption), proprio con riferimento alla funzione di segnalatore della propria posizione economico-finanziaria.

## Caratteristiche
L'azione di consumo ostentativo si rivolge a beni appariscenti e di lusso, ed è legata a logiche "posizionali", in cui le scelte, cioè, sono determinate dalla necessità di esibire i segni esteriori della posizione e del prestigio acquisiti nella scala sociale, che sono l'effetto, a loro volta, della ricchezza monetaria raggiunta e del benessere acquisito.
A questo tipo di spesa si collega, dal punto di visto della motivazione al consumo, il comportamento emulativo delle classi più basse, che aspirano anch'esse agli stessi beni "vistosi", per simulare, in questo modo, uno status sociale esteriore opulento e superiore a quello reale, che li avvicini alle classi economiche dominanti.

### Limiti del modello neoclassico
Nell'ambito dei vari approcci sviluppati dalla teoria neoclassica, si postula che il comportamento del consumatore effettui scelte e decisioni improntate a criteri di "razionalità economica", che tendono a massimizzare l'utilità, nel rispetto del vincolo di bilancio.
Le logiche del consumo "vistoso" e "posizionale" esulano del tutto dalle possibilità di analisi concesse dalla teoria neoclassica della domanda (della quale evidenziano un limite descrittivo e predittivo), della quale mettono in crisi i due assunti centrali, quelli dell'utilità e della razionalità. Nel comportamento dei consumatori della classe agiata (e in quello emulativo delle classi inferiori) si vede in azione una diversa "razionalità", che persegue la "massimizzazione del prestigio" anziché "la massimizzazione dell'utilità".

### Leisure class
L'importanza assunta da tale fenomeno, secondo Veblen, è in stretto legame con l'emergere di un nuovo gruppo sociale all'inizio del XX secolo, la leisure class ("classe agiata"), composta di nuovi ricchi.
Veblen riconduce la definizione di questa leisure class a una caratteristica connotante, consistente in una affettata astensione da qualunque occupazione utile e produttiva, in cui l'essere persone di "buon gusto", raffinate e coltivate, diveniva sinonimo di presa di distanze dal mondo del lavoro, dalla natura, da tutto ciò che appartenesse alle sfera pratica, dalle cose volgari e di basso costo: il consumo ostentativo diveniva, allora, il modo concreto con cui rendere pubblica e perspicua questa condizione, attraverso l'esibizione di uno stile di vita che sottolinea lo starsene alla larga da quello che viene percepito come "mondo della volgarità".

### Abbigliamento ostentativo
Secondo Veblen, l'ostentazione di status sociale attraverso il consumo trova speciale espressione nelle scelte di acquisto che riguardano il vestiario. Infatti, tra i tanti beni a cui rivolgere la propria spesa, l'abbigliamento offre il vantaggio di essere sempre in evidenza, in grado di offrire, al solo sguardo di un qualsiasi osservatore, un segnale assai riconoscibile della propria posizione economico-finanziaria.

## Motivazione al consumo secondo Veblen

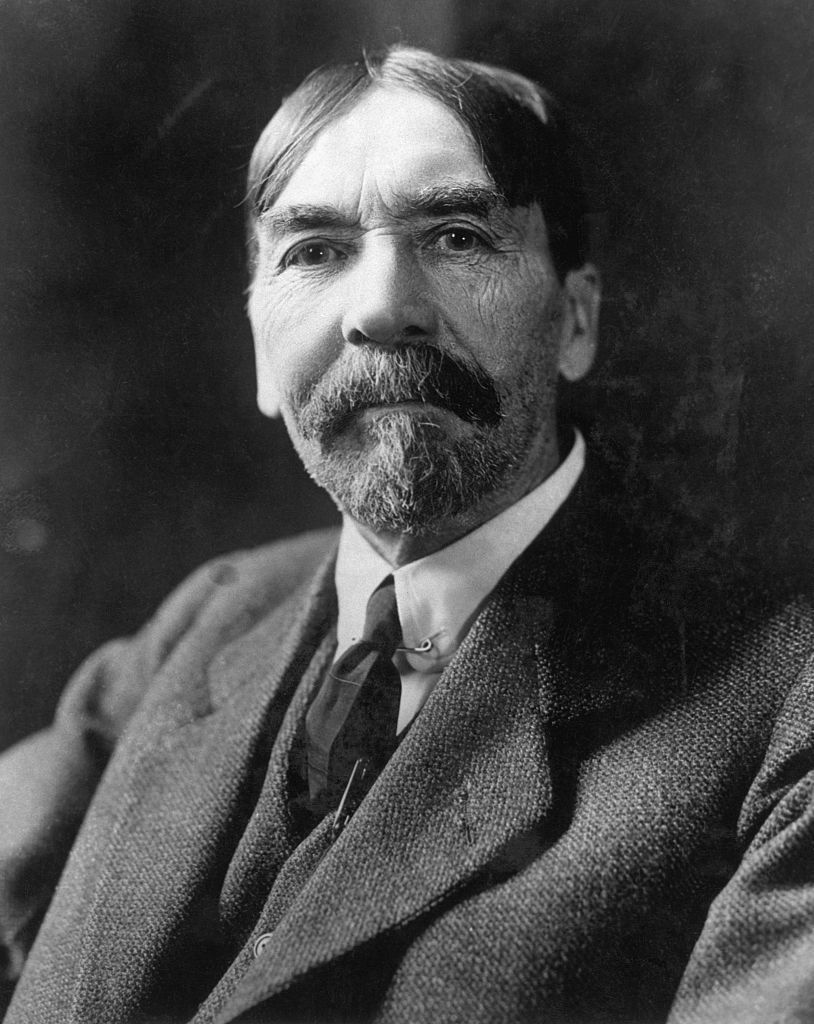
Thorstein Veblen, sociologo ed economista, a cui si deve la coniazione del termine "conspicuous consumption" all'interno del movimento dell'istituzionalismo

Veblen classificava i motivi che spingono al consumo in due categorie:
- da un lato, vi è, appunto, l'ostentazione di consumi vistosi delle classi superiori;
- dall'altro, invece, vi è il consumo emulativo, che spinge le classi meno agiate al consumo di beni costosi, naturale appannaggio delle classi più agiate, allo scopo di imitarne lo stile di vita, mettendo in atto una sorta di "mimesi sociale" che permetta un'assimilazione con gli strati più abbienti sulla base di soli simboli e segni esteriori indicatori di status.

### Effetto Veblen

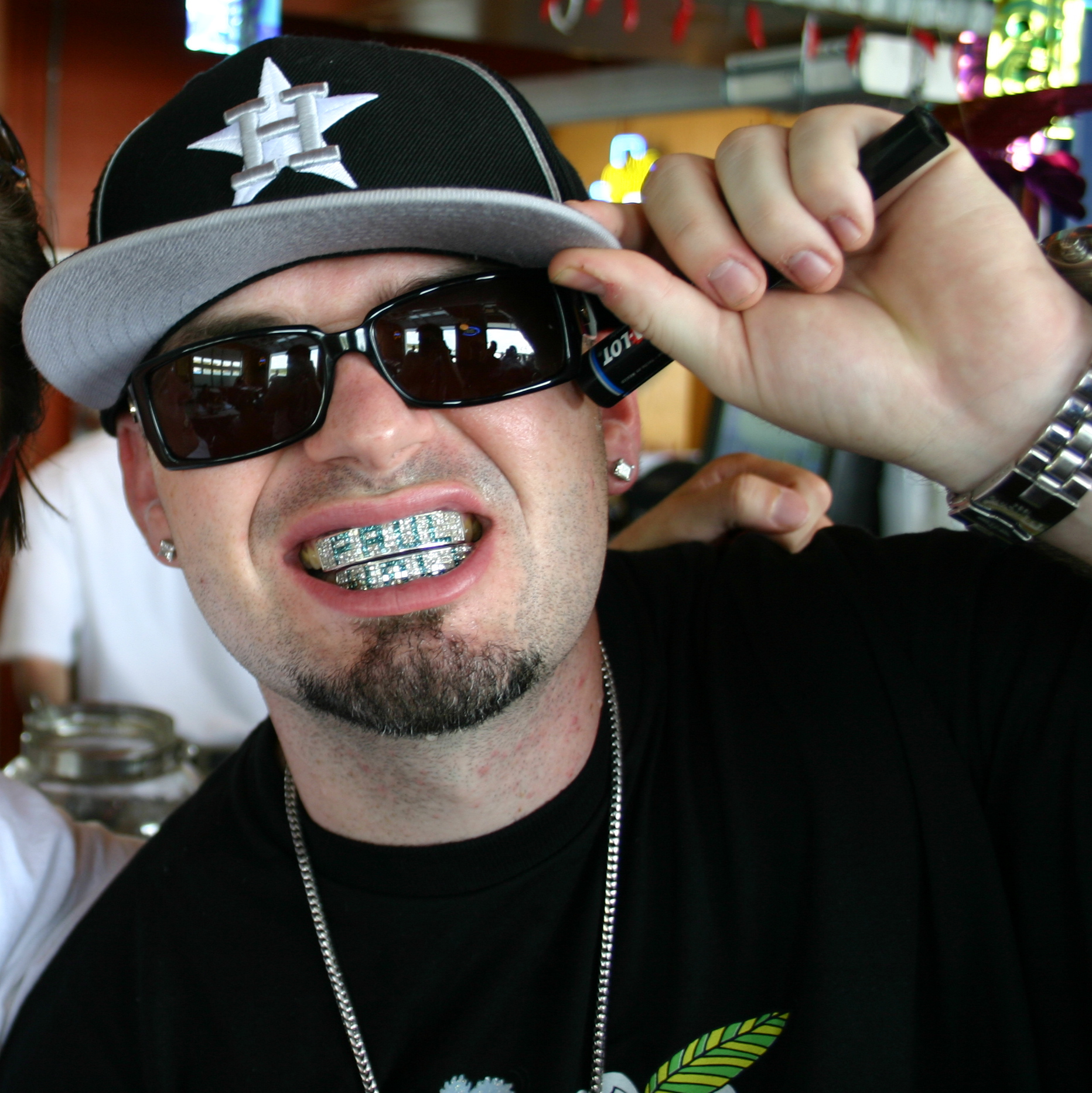
Ostentazione di gioielli bling-bling applicati sui denti, da parte del rapper Paul Wall.

Quando, nella motivazione al consumo di un determinato bene, la componente ostentativa ha un rilievo significativo, si parla, allora, di bene Veblen. Per tale tipologia di beni, la curva di domanda del consumatore assume una configurazione complessa: all'aumentare del prezzo, la quantità richiesta del bene, anziché diminuire aumenta, al contrario di quanto avviene nel comportamento microeconomico del consumatore nei confronti dei "normali" beni di consumo; proprio per la loro funzione (segnalare ad altri la propria capacità di spesa, o il proprio livello di reddito), il prezzo elevato di un bene Veblen aumenta la desiderabilità da parte del possibile acquirente, in quanto contribuisce a conferire un'aura di esclusività all'oggetto stesso del consumo, ne impedisce la diffusione su ampi strati della popolazione e ne favorisce la funzione quale segnale esteriore di status (status symbol).
Il crescere della domanda di un bene al crescere del prezzo si traduce sulla forma della curva di domanda: in tal caso, infatti, la curva presenterà un tratto in cui la pendenza è positiva.

## Teorie alla base del "consumismo"
Il consumo ostentativo (come proposto da Thorstein Veblen nel XIX secolo, ovvero lo spendere denaro, fine a sé stesso, per comprare beni e servizi) serve da sfondo teorico per spiegare i meccanismi psicologici che stanno alla base della società dei consumi e dell'aumento del numero di tipi di prodotti e servizi che la gente ritiene necessari per vivere in un'economia sviluppata.
Interpretazioni e spiegazioni a sostegno del consumo ostentativo contemporaneo sono presentate in Consumer Culture (1996), di Celia Lury, Consumer Culture and Modernity (1997), di D. Slater, Symbolic Exchange and Death (1998), di Jean Baudrillard, e Spent: Sex, Evolution, and the Secrets of Consumerism (2009), di Geoffrey Miller. Inoltre, in Hiding in the Light (1994), di D. Hebdige, vi è la proposta secondo cui il consumo ostentativo sarebbe uno strumento per mostrare un'identità individuale, e una conseguente funzione di pubblicità, come proposto in Ads, Fads, and Consumer Culture (2000), di A. A. Berger.
Queste varianti interpretative, o spiegazioni complementari, derivano tutte dall'originaria affermazione sociologica di Veblen nella Teoria della classe agiata, secondo cui il consumo è esso stesso un "fine", di natura psicologica, dal quale il soggetto che lo pratica (sia esso uomo, donna, o famiglia) ricava la reputazione e il riconoscimento di uno status sociale superiore.
L'economista Fred Hirsch ha distinto in base alla teoria di Veblen, un’economia materiale, funzionale al soddisfacimento di bisogni materiali ad un costo sempre più contenuto, da un’economia posizionale con prodotti di nicchia a prezzi elevati.